# Sollevamento pesi ai Giochi della XXIX Olimpiade - 105 kg maschile
Il concorso del Sollevamento pesi ai Giochi della XXIX Olimpiade, categoria 105 kg maschile si è svolto il 18 agosto 2008 presso il Beihang University Gymnasium.
La competizione è stata vinta dal sollevatore bielorusso Andrėj Aramnaŭ. Il russo Dmitrij Klokov ha concluso al secondo posto, guadagnando la medaglia d'argento. Il bronzo è stato assegnato al polacco Marcin Dołęga, dopo che la classifica è stata rivista a seguito della squalifica del russo Dmitry Lapikov, risultato positivo ad un controllo antidoping effettuato nel 2016 su un campione biologico prelevato durante le competizioni olimpiche.
Il Comitato Olimpico Internazionale (CIO), sempre nel 2016, ha squalificato anche l'atleta ucraino Igor Razoronov anche lui risultato positivo ad un test antidoping che ha accertato l'assunzione di nandrolone. Per tale ragione il suo risultato, il sesto posto in classifica, è stato cancellato.

## Risultati
| Pos.    | Atleta               | Nazione     | Gruppo | Peso Corporeo | Strappo | Strappo | Strappo | Strappo   | Slancio | Slancio | Slancio | Slancio   | Totale |
| Pos.    | Atleta               | Nazione     | Gruppo | Peso Corporeo | 1       | 2       | 3       | Risultati | 4       | 5       | 6       | Risultati | Totale |
| ------- | -------------------- | ----------- | ------ | ------------- | ------- | ------- | ------- | --------- | ------- | ------- | ------- | --------- | ------ |
| Oro     | Andrėj Aramnaŭ       | Bielorussia | A      | 104.76        | 193     | 197     | 200     | 200       | 225     | 230     | 236     | 236       | 436    |
| Argento | Dmitrij Klokov       | Russia      | A      | 104.72        | 185     | 190     | 193     | 193       | 222     | 226     | 230     | 230       | 423    |
| Bronzo  | Marcin Dołęga        | Polonia     | A      | 104.37        | 195     | 200     | 201     | 195       | 225     | 228     | 228     | 225       | 420    |
| 4       | Bakhyt Akhmetov      | Kazakistan  | A      | 102.13        | 185     | 190     | 195     | 190       | 221     | 225     | 230     | 225       | 415    |
| 5       | Albert Kuzilov       | Georgia     | A      | 102.48        | 178     | 182     | 182     | 182       | 220     | 227     | 228     | 227       | 409    |
| 6       | Sergey Istomin       | Kazakistan  | A      | 102.03        | 181     | 181     | 187     | 181       | 215     | 220     | 225     | 225       | 406    |
| 7       | Robert Dołęga        | Polonia     | A      | 104.27        | 178     | 181     | 184     | 184       | 217     | 221     | 221     | 221       | 405    |
| 8       | Nikolaos Kourtidis   | Grecia      | B      | 103.36        | 171     | 176     | 176     | 176       | 210     | 215     | 221     | 221       | 397    |
| 9       | Mohsen Beiranvand    | Iran        | B      | 104.34        | 180     | 180     | 184     | 180       | 210     | 210     | 216     | 210       | 390    |
| 10      | Oleksij Torochtij    | Ucraina     | B      | 104.64        | 172     | 177     | 181     | 177       | 213     | 220     | 220     | 213       | 390    |
| 11      | Ahed Joughili        | Siria       | B      | 104.90        | 170     | 170     | 175     | 170       | 215     | 215     | 216     | 216       | 386    |
| 12      | Abdelrahman El-Sayed | Egitto      | B      | 104.84        | 172     | 175     | 178     | 175       | 210     | 216     | 216     | 210       | 385    |
| 13      | Bünyamin Sudaş       | Turchia     | B      | 104.39        | 163     | 166     | 166     | 166       | 202     | 207     | 210     | 207       | 373    |
| 14      | Libor Wälzer         | Rep. Ceca   | B      | 104.64        | 158     | 163     | 166     | 163       | 187     | 187     | 193     | 187       | 350    |
| 15      | Christian López      | Guatemala   | B      | 103.76        | 150     | 155     | 155     | 150       | 180     | 186     | 186     | 186       | 336    |
| 16      | Moreno Boer          | Italia      | B      | 104.45        | 150     | 150     | 150     | 150       | 180     | 185     | 185     | 180       | 330    |
| —       | Ramūnas Vyšniauskas  | Lituania    | A      | 104.18        | 180     | 180     | 183     | 180       | 220     | —       | —       | —         | —      |
| —       | Martin Tešovič       | Slovacchia  | B      | 104.47        | —       | —       | —       | —         | —       | —       | —       | —         | —      |
| dq      | Dmitry Lapikov       | Russia      | A      | 104.30        | 190     | 195     | 195     | —         | 222     | 226     | 230     | —         | —      |
| dq      | Ihor Razor'onov      | Ucraina     | A      | 104.58        | 185     | 185     | 187     | —         | 223     | 234     | 234     | —         | —      |